# Pau Misser Vilaseca
Pau Misser Vilaseca (Llinars del Vallès, 7 d'agost de 1976), és un ciclista català, especialitzat en el ciclisme de muntanya, concretament en el descens.
El seu germà Tomi també s'ha dedicat al ciclisme de muntanya.

## Palmarès
- 1993
  - 2n al Campionat d'Europa júnior en Descens[4]
- 1994[4]
  - 2n al Campionat del món júnior en Descens
  - 2n al Campionat d'Europa júnior en Descens
  -  Campió d'Espanya júnior en Descens
- 1995
  -  Campió d'Espanya en Descens
- 1999
  -  Campió d'Espanya en Descens
- 2009
  -  Campió del món en Descens (Màsters 30)[2]